# Camilla Virginia Savelli Farnese

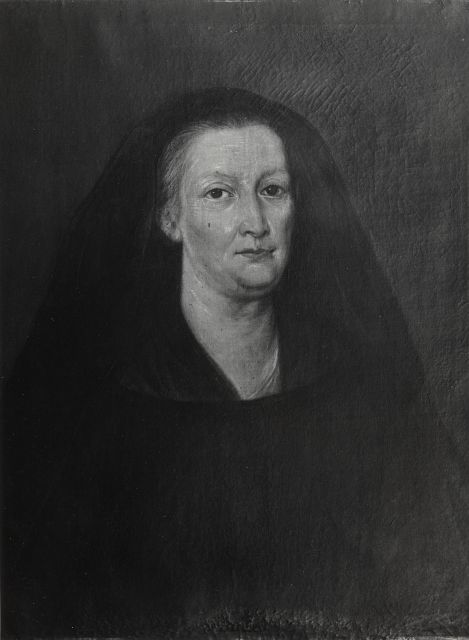
Camilla Virginia Savelli Farnese in un ritratto realizzato da Carlo Maratta

Camilla Virginia Savelli Farnese (Palombara Sabina, 29 maggio 1602 – Roma, 15 novembre 1668) è stata una religiosa italiana, fondatrice del monastero delle oblate agostiniane di Santa Maria dei Sette Dolori.

## Biografia
Fu l'unica figlia di Giovanni Savelli, secondo duca di Castel Gandolfo, maresciallo di Santa Romana Chiesa e custode del conclave, e di sua moglie Livia Orsini. Sposò diciannovenne Pierfrancesco Farnese, figlio cadetto del primo duca di Latera, ma dalla loro unione non nacquero figli.
Attratta dalla vita religiosa, fece voto di fondare un monastero a Latera ma, dopo numerose difficoltà, su consiglio di sua cugina Giacinta Marescotti ne fondò uno a Roma, ai piedi del Gianicolo, nei pressi della chiesa di San Pietro in Montorio.
La costruzione del complesso monastico, opera di Francesco Borromini, iniziò verso il 1630.
Il monastero di Santa Maria dei Sette Dolori dette asilo soprattutto a figlie di famiglie nobili che adottarono il tipo di vita delle oblate e la regola di sant'Agostino.
La fondatrice non abbracciò la vita religiosa ma, stabilitasi a Roma, donò tutti i suoi beni ai poveri e si dedicò alla cura di poveri e infermi nel rione Trastevere.